# Madeleine Van Thorenburg
Magdalena Maria Josepha (Madeleine) Van Thorenburg (Gent, 14 augustus 1880 – aldaar, 9 januari 1961) was een Belgisch beeldhouwer.

## Leven en werk
Madeleine Van Thorenburg was een dochter van koopman Constantinus Petrus Van Thorenburg en Leonia Desideria Vandevelde. Ze werd opgeleid aan de Koninklijke Academie voor Schone Kunsten van Gent, als leerling van Jean Delvin en werkte op het atelier van Hippolyte Leroy. 
Van Thorenburg maakte bustes van meisje en vrouwen, figuren, naakten en portretten. Haar stijl was ingetogen, intiem en fier en had een zekere poëtische melancholie. Ze bracht met haar werk het eeuwig vrouwelijke, de zondares en de moederlijke Eva in beeld. Na haar debuut in 1911 in Antwerpen op de Driejaarlijkse tentoonstelling van de Koninklijke Maatschappij ter Aanmoediging der Schone Kunsten stelde ze haar werk onder andere tentoon op de salons in Gent. 
Madeleine Van Thorenburg overleed op 80-jarige leeftijd.

## Enkele werken
- Eva, bronzen vrouwenfiguur, collectie Koninklijke Musea voor Schone Kunsten van België.[4]

- RKD-Nederlands Instituut voor Kunstgeschiedenis: 109799
- Union List of Artist Names: 500196314
- Virtual International Authority File: 139463822